# Геоцентрична орбита
Геоцентрична орбита или Земљина орбита је трајекторија небеског тела које се креће по елиптичној путањи око Земље. Центар гравитационе силе поклапа се са центром масе Земље. Да би небеско тело или летелица ово постигла, потребно је да се креће брзином не мањом од прве космичке брзине, а мањом од друге космичке брзине.
У Земљиној орбити кружи један природни сателит- Месец и око 3600 вештачких сателита, од којих око хиљаду активних.